# Der weiße Rabe – Max Mannheimer
Der weiße Rabe – Max Mannheimer ist ein Dokumentarfilm  von Carolin Otto über Max Mannheimer aus dem Jahr 2009. Er besteht in der Montage zweier vorheriger Filme der Regisseurin und weiteren Aufnahmen zu Mannheimer.

## Handlung
Der Film zeigt den jüdischen Überlebenden des Holocausts, Buchautor und Maler Max Mannheimer – abgesehen von noch früheren Amateuraufnahmen aus dem familiären Filmarchiv –  im Zeitraum von 1991 bis 2008. Er zeigt das Wirken Mannheimers in der Öffentlichkeit und vor allem in Schulen und bei seinen Vorträgen von seinen Erlebnissen in den Konzentrationslagern von Dachau und Auschwitz. Ebenfalls wichtige Szenen des Films sind die jeweiligen Begegnungen und Dialoge mit guten Freunden, seinem inzwischen verstorbenen Bruder Edgar und seinen beiden Kindern. Der Film zeigt, wie Max Mannheimer mit Humor und Witz seine traumatischen Erlebnisse zu verarbeiten sucht und es jetzt als seine wichtigste Aufgabe ansieht, seine Erfahrungen an nachfolgende Generationen weiterzugeben.

## Kritik
„Voller Empathie, welche Kraftanstrengung es bedarf, um als Überlebender seine Erfahrungen öffentlich zu machen und als Zeitzeuge zu wirken.“

„Einfühlsames Porträt eines Holocaust-Überlebenden, der es sich zur Aufgabe gemacht hat, über seine Erfahrungen zu berichten. Ein rundes Portrait, dass sowohl das Leid als auch den Humor von Mannheimer als Leitfaden nimmt. Dadurch wirkt die Dokumentation in keinster Weise bedrückend, dafür aber zutiefst berührend.“

Die Deutsche Film- und Medienbewertung FBW in Wiesbaden verlieh dem Film das Prädikat besonders wertvoll.

## Veröffentlichung
- Den Film veröffentlicht die Filmverleih- und Vertriebsagentur Barnsteiner.[3]
- Offizieller Filmstart war am 10. Dezember 2009.